# Калниньш, Фридрих Карлович
Фри́дрих Ка́рлович Ка́лниньш или Калнин, Кальнин, Кальной (латыш. Frīdrihs Kalniņš; 23 июля 1887—25 августа 1938.) — советский военачальник, начдив Латышской стрелковой дивизии в период 20 октября 1919 года — 4 июля 1920 года, комбриг Красной Армии (по другим данным — комдив).

## Биография
Родился в крестьянской семье в усадьбе Жуле в Латвии. Окончил школу прапорщиков в 1915 году. Участвовал в Первой мировой войне в чине штабс-капитана (1917), попал в немецкий плен. В начале 1919 года вернулся из плена в Латвию.
Член ВКП(б) с 1920 года.
В Гражданскую войну командовал 8-м Латышским стрелковым полком, 1-й бригадой Латышской стрелковой дивизии, затем начдив Латышской стрелковой дивизии. Командующий Перекопской группой войск 13-й армии, начальник 42-й стрелковой дивизии. В 1937 году работал преподавателем тактики в Военной Академии имени М. В. Фрунзе.
Был арестован 8 февраля 1938. Приговорен ВКВС СССР 25 августа 1938 по обвинению «в участии в военно-фашистской террористической организации». Расстрелян 25 августа 1938 в здании ВКВС. Кремирован, прах захоронен на Донском кладбище.
Реабилитирован 4 августа 1956 года.

## Награды
- Орден Красного Знамени, награждён за Орловскую операцию 1920 года.